# Proserpinaster anchistus
Proserpinaster anchistus är en sjöstjärneart som beskrevs av Fisher 1913. Proserpinaster anchistus ingår i släktet Proserpinaster och familjen kamsjöstjärnor. Inga underarter finns listade i Catalogue of Life.